# Мисс мира 1951
Мисс мира 1951 (англ. Miss world 1951) — 1-й ежегодный конкурс красоты, прошедший 29 июля 1951 года в театре «Лицеум» в Лондоне, Великобритания. Участвовала 21 британская участница и 5 участниц от других стран; всего 26 участниц были представлены на первом конкурсе. Победила Кикки Хоканссон из Швеции.

## Результаты
| Финальный результат | Участница                             |
| ------------------- | ------------------------------------- |
| Мисс мира 1951      | - Швеция — Кикки Хоканссон            |
| 1-я вице-мисс       | - Великобритания — Лора Эллисон-Дэвис |
| 2-я вице-мисс       | - Великобритания — Дорин Даун         |
| 3-я вице-мисс       | - Нидерланды — Сабине Айме ди Анджело |
| 4-я вице-мисс       | - Великобритания — Эйлин Чейз         |

## Участницы

### Иностранные участницы
| Страна     | Участница                                      | Возраст | Родной город |
| ---------- | ---------------------------------------------- | ------- | ------------ |
| Дания      | Лили Якобсон (Lily Jacobson)                   |         |              |
| Нидерланды | Сабине Айме ди Анджело (Sabine Aime di Angelo) |         |              |
| США        | Аннетт Гибсон (Annette Gibson)                 |         |              |
| Франция    | Жаклин Лемуан (Jacqueline Lemoine)             |         |              |
| Швеция     | Кикки Хоканссон (Kiki Håkansson)               | 21+     | Стокгольм    |

### Участницы от Великобритании
| - Пэт Кэмерон (Pat Cameron) - Эйлин П. Чейз (Aileen P. Chase) - Фэй Коттон (Fay Cotton) - Дорин Даун (Doreen Dawne) - Марлин Энн Ди (Marlene Ann Dee) - Лора Эллисон-Дэвис (Laura Ellison-Davies) - Бренда Ми (Brenda Mee) - Элейн Прайс (Elayne Pryce) - Сидни Уокер (Sidney Walker) - Нина Уэй (Nina Way) - Энн Розмари Уэст (Ann Rosemary West) |

### Дополнительно
- В этом конкурсе единственный раз участвовала 21 представительница от Великобритании. Имена десяти из них остались неизвестными.

### Подробнее об участницах
- Эйлин Чейз (Великобритания) участвовала в конкурсе «Мисс Вселенная 1952», на котором не добилась результата[1].
- Элейн Прайс (Великобритания) участвовала в конкурсе «Мисс Европа 1949», не заняв призового места[2].
- Марлин Энн Ди (Великобритания) участвовала в конкурсе «Мисс Европа 1953», где стала первой вице-мисс[3].
- Дорин Даун и Бренда Ми (обе из Великобритании) впоследствии представили свою страну на конкурсах «Мисс мира» 1952 и 1953 годов соответственно, однако успеха не добились.